# Gudrun Lauesen
Gudrun Ingeborg Langkilde Lauesen Dall (født 8. september 1917 i Ferritslev, død 2002) var en dansk billedhugger.
Efter at have læst ved Bizzie Høyer på Kunstakademiet og ved Einar Utzon-Frank på Billedhuggerskolen 1935-1939 havde hun en omfattende produktion af dyreskulpturer, der alle er i naturalistiske stil og udført på baggrund af omfattende studier af dyr i naturen, i dyreparker og i zoologiske haver. Skulpturerne forestiller både enkelte dyr og grupper af dyr.
Gudrun Lauesen udstillede 1936 og 1938-1942 på Kunstnernes Efterårsudstilling og på Charlottenborg Forårsudstilling 1939, 1941-1950, 1952-1954 og 1958.
Fra 1981 til 1984 var hun ansat ved Den kongelige Porcelainsfabrik og fra 1988 til sin død samarbejdede hun med den keramiske fabrik Eslau.
Hun var fra 1978 til 1980 medlem af bestyrelsen for Agnes Lunns mindelegat.
Gudrun Lauesen var gift to gange: Fra 1939 til 1953 med arkitekt Jens Peder Dall (1916-1994) og fra 1953 med forfatter Ib Koch-Olsen.

## Værker i uddrag
- Liggende kalv (bronze, 1945, Aurehøj Gymnasium)
- Liggende jerseykalv (brændt rødler, 1944, Fyns Kunstmuseum, bronze, 1952, Østrigsgades Skole, København)
- Jerseyko med kalve (statuettegruppe, bronze, 1951, Storstrøms Kunstmuseum)
- Jerseyko (bemalet brændt ler, 1951, Trapholt)
- Liggende kalv (bronze, 1953, Ungarnsgades Skole, København)
- Stående kalv (1958, Søllerød Bibliotek)
- Springende giraf, efter idéudkast af Hugo Liisberg (bronze, 1960, Hårby Folke- og Realskole)
- Hestebrønd (bronze og granit, 1967, Glostrup Bypark)
- Duebrønd (keramik, 1967, Roskilde Sparekasse)
- To blå geder ved livets træ (mosaik, 1971, Lærerstandens Brandforsikring)
- Stående kalv (bronze, 1972, Dyvekeskolen, Amager)
- Liggende kalv (bronze, 1972, Kamma Rahbeks Mindehave, Carlsberg)
- Siddende ugle (bronze, 1973, Torvet, Skive)
- Hereford ungtyr (bronze, 1977, Rødovre Rådhus)
- Frede Føl (1980, Middelfart Sparekasse)
- Tarok (bronzerelief, 1985, Charlottenlund Travbane)
- De Kjøge høns (keramik, 1989, Sjællands Universitetshospital, Køge)